# 米納斯德奧羅

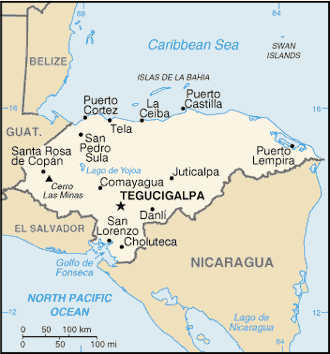

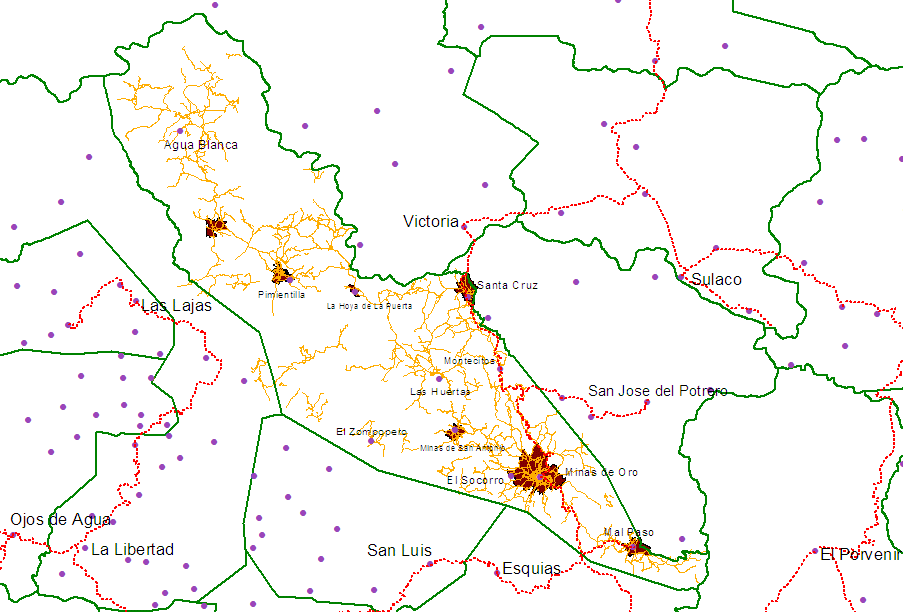

米納斯德奧羅（西班牙語：Minas de Oro），是洪都拉斯的城鎮，位於該國中西部，由科馬亞瓜省負責管轄，面積389.90平方公里，海拔高度970米，2001年人口10,574，人口密度每平方公里27.12人。
14°48′N 87°21′W / 14.800°N 87.350°W